# Kosówka (Kolosy)
Kosówka – część wsi Kolosy w Polsce położona w województwie świętokrzyskim, w powiecie kazimierskim, w gminie Czarnocin.
W latach 1975–1998 Kosówka administracyjnie należała do województwa kieleckiego.